# Astronaute commercial
Un astronaute commercial (anglais : commercial astronaut) est une personne formée à commander, piloter, ou servir en tant que membre d'équipage d'un véhicule spatial à financement privé.
Les deux premiers astronautes commerciaux furent Mike Melvill et Brian Binnie, tous deux pilotes du SpaceShipOne, en 2004, pour des vols suborbitaux.

## Critères
La définition du terme "astronaute" et les critères permettant de déterminer qui a effectué un vol spatial habité varient. La Fédération Aéronautique Internationale (FAI) définit présentement le vol spatial comme tout vol à plus de 100 kilomètres d'altitude. Par contre, en 2018, la FAI émis un communiqué suggérant qu'elle était ouverte à réduire cette limite à 80 km en vertu de nouvelles analyses scientifiques. Aux États-Unis, les astronautes professionnels, militaires et commerciaux qui voyagent au-dessus d'une altitude de 80 km peuvent recevoir des ailes d'astronautes. Jusqu'en 2003, les voyageurs spatiaux professionnels étaient parrainés et entraînés exclusivement par des gouvernements, que ce soit par les forces armées ou par les agences spatiales civiles. Cependant, à la suite du premier vol sub-orbital en 2004 du programme Tier One de Scaled Composites, financé par le secteur privé, la catégorie des astronautes commerciaux a été créée. Le second programme commercial à réaliser un vol suborbital a été le programme SpaceShipTwo de Virgin Galactic en 2018. Les critères pour le statut d'astronaute commercial dans d'autres pays n'ont pas encore été rendus publics.
À partir de 2021, avec l'augmentation substantielle des vols spatiaux commerciaux - avec le premier vol suborbital de passagers effectué par le SpaceShipTwo de Virgin Galactic et le New Shepard de Blue Origin en juillet, et avec le premier vol orbital privé de SpaceX réalisé le 18 septembre 2021 - les rôles et les fonctions des personnes allant dans l'espace s'élargissent. Les critères de la désignation plus large du terme "astronaute" sont devenus sujets à interprétation. Rien qu'aux États-Unis, la FAA, l'armée américaine et la NASA ont toutes des définitions différentes de ce que signifie d'être désigné comme "astronaute", dont aucune ne correspond parfaitement à la façon dont des entreprises privées comme Blue Origin ou Virgin Galactic offrent des vols spatiaux habités.

### Liste des astronautes commerciaux
| #  | Nom                     | Vaisseau                | Entreprise        | Entité de Certification | Date de Qualification | Altitude Maximale | Notes |
| -- | ----------------------- | ----------------------- | ----------------- | ----------------------- | --------------------- | ----------------- | --- |
| 1  | Mike Melvill            | SpaceShipOne            | Scaled Composites | FAA                     | 21 Juin 2004          | 100 km (62,14 mi) | Premier astronaute commercial certifié; flight 15P |
| 2  | Brian Binnie            | SpaceShipOne            | Scaled Composites | FAA                     | 31 Octobre 2014       |                   | flight 17P |
| 3  | Michael Alsbury,        | SpaceShipTwo Enterprise | Scaled Composites | FAA                     | 31 Octobre 2014       |                   | Honorifique; certification posthume; flight PF04 |
| 4  | Peter Siebold,          | SpaceShipTwo Enterprise | Scaled Composites | FAA                     | 31 Octobre 2014       |                   | Honorifique; flight PF04 |
| 5  | Mark Stucky             | SpaceShipTwo Unity      | Virgin Galactic   | FAA                     | 13 Décembre 2018      | 83 km (51,57 mi)  | flight VP-03 |
| 6  | CJ Sturckow             | SpaceShipTwo Unity      | Virgin Galactic   | FAA                     | 13 Décembre 2018      | 83 km (51,57 mi)  | Premier à détenir des ailes de la NASA (STS-88) et d'Astronaute commercial (flight VP-03)                                                                         |
| 7  | David Mackay            | SpaceShipTwo Unity      | Virgin Galactic   | FAA                     | 22 Février 2019       | 90 km (55,92 mi)  | Première personne née en Écosse à atteindre l'espace; flight VF-01                                                                                                |
| 8  | Michael Masucci         | SpaceShipTwo Unity      | Virgin Galactic   | FAA                     | 22 Février 2019       | 90 km (55,92 mi)  | flight VF-01 |
| 9  | Beth Moses              | SpaceShipTwo Unity      | Virgin Galactic   | FAA                     | 22 February 2019      | 90 km (55,92 mi)  | Première passagère, première femme certifiée; flight VF-01 |
| 10 | Richard Branson         | SpaceShipTwo Unity      | Virgin Galactic   | FAA                     | 11 Juillet 2021       | 86 km (53,44 mi)  | Fondateur de Virgin Galactic; Unity 22 |
| 11 | Colin Bennett           | SpaceShipTwo Unity      | Virgin Galactic   | FAA                     | 11 Juillet 2021       | 86 km (53,44 mi)  | Unity 22 |
| 12 | Sirisha Bandla          | SpaceShipTwo Unity      | Virgin Galactic   | FAA                     | 11 Juillet 2021       | 86 km (53,44 mi)  | Unity 22 |
| 13 | Mark Bezos              | New Shepard             | Blue Origin       | FAA                     | 20 Juillet 2021       | 107 km (66,49 mi) | NS-16 |
| 14 | Jeff Bezos              | New Shepard             | Blue Origin       | FAA                     | 20 Juillet 2021       | 107 km (66,49 mi) | Fondateur de Blue Origin; NS-16 |
| 15 | Wally Funk              | New Shepard             | Blue Origin       | FAA                     | 20 Juillet 2021       | 107 km (66,49 mi) | Membre des Mercury 13; NS-16 |
| 16 | Oliver Daemen           | New Shepard             | Blue Origin       | FAA                     | 20 Juillet 2021       | 107 km (66,49 mi) | Plus jeune personne à avoir volé dans l'espace; Premier passager payant pour New Shepard; NS-16                                                                   |
| 17 | Jared Isaccman          | Crew Dragon             | SpaceX            | FAA                     | 16 Septembre 2021     | 585 km (363,5 mi) | PDG de Shift4 Payments ; Premiers passagers commerciaux pour Crew Dragon; Inspiration4                                                                            |
| 18 | Sian Proctor            | Crew Dragon             | SpaceX            | FAA                     | 16 Septembre 2021     | 585 km (363,5 mi) | Inspiration4 |
| 19 | Hayley Arceneaux        | Crew Dragon             | SpaceX            | FAA                     | 16 Septembre 2021     | 585 km (363,5 mi) | Inspiration4 |
| 20 | Christopher Sembroski   | Crew Dragon             | SpaceX            | FAA                     | 16 Septembre 2021     | 585 km (363,5 mi) | Inspiration4 |
| 21 | Audrey Powers           | New Shepard             | Blue Origin       | FAA                     | 13 Octobre 2021       | 107 km (66,49 mi) | NS-18 |
| 22 | William Shatner         | New Shepard             | Blue Origin       | FAA                     | 13 Octobre 2021       | 107 km (66,49 mi) | Acteur, personne la plus âgée à avoir volé dans l'espace; NS-18                                                                                                   |
| 23 | Chris Boshuizen         | New Shepard             | Blue Origin       | FAA                     | 13 Octobre 2021       | 107 km (66,49 mi) | NS-18 |
| 24 | Glen de Vries           | New Shepard             | Blue Origin       | FAA                     | 13 Octobre 2021       | 107 km (66,49 mi) | NS-18 |
| 25 | Laura Shepard Churchley | New Shepard             | Blue Origin       | FAA                     | 11 Décembre 2021      | 107 km (66,49 mi) | Fille du premier astronaute américain, Alan Shepard; NS-19 |
| 26 | Michael Strahan         | New Shepard             | Blue Origin       | FAA                     | 11 Décembre 2021      | 107 km (66,49 mi) | NS-19 |
| 27 | Evan Dick               | New Shepard             | Blue Origin       | FAA                     | 11 Décembre 2021      | 107 km (66,49 mi) | NS-19 |
| 28 | Dylan Taylor            | New Shepard             | Blue Origin       | FAA                     | 11 Décembre 2021      | 107 km (66,49 mi) | NS-19 |
| 29 | Cameron Bess            | New Shepard             | Blue Origin       | FAA                     | 11 Décembre 2021      | 107 km (66,49 mi) | Première personne s'identifiant ouvertement comme pansexuelle et de la fandom furry dans l'espace; Premier duo parent-enfant dans l'espace, avec Lane Bess; NS-19 |
| 30 | Lane Bess               | New Shepard             | Blue Origin       | FAA                     | 11 Décembre 2021      | 107 km (66,49 mi) | Premier duo parent-enfant dans l'espace, avec Cameron Bess; NS-19                                                                                                 |